# بارنول (کارولینای جنوبی)
بارنول(به انگلیسی: Barnwell) شهری در ایالت کارولینای جنوبی کشور ایالات متحده آمریکا است که جمعیت آن در سرشماری سال ۲۰۱۰ میلادی، ۴٬۷۵۰ نفر بوده‌است.